# U.N. Squadron
U.N. Squadron (エリア８８?, Eria Hachi-Jū-Hachi, Area 88) è un videogioco arcade del 1989 sviluppato e pubblicato da Capcom. È uno sparatutto a scorrimento orizzontale con aerei militari moderni, basato sul manga Area 88.
Nel 1990 la U.S. Gold ha pubblicato conversioni per gli home computer più diffusi in Europa, mentre nel 1991 la Capcom ha pubblicato la versione Super Nintendo.
Nel 1990 Capcom ha pubblicato anche Carrier Air Wing (distribuito in Giappone come U.S. Navy), che condivide alcune caratteristiche di U.N. Squadron e viene a volte considerato un seguito.

## Trama
Nel videogioco, i protagonisti del manga sono al servizio dell'ONU e devono fermare un gruppo di trafficanti d'armi conosciuti con il nome Project 4. Le ambientazioni sono nel Medio Oriente.

## Modalità di gioco
Il videogioco è un tipico sparatutto a scorrimento, benché a differenza dei precedenti sparatutto della Capcom, come 1942 e 1943: The Battle of Midway, anziché muoversi in verticale, è a scorrimento in orizzontale con visuale di lato. Come gli altri sparatutto della Capcom, il giocatore ha una barra di energia che si consuma progressivamente nel corso di ogni singola vita, man mano che il giocatore subisce danneggiamenti da parte dei velivoli e forze di superficie nemici.
Il velivolo ha un'arma primaria e una secondaria, che può essere selezionata prima di ogni livello insieme ad altri power-up, spendendo denaro per acquistarla. A inizio partita si ha una certa quantità di denaro e se ne guadagna altro man mano che si abbattono i nemici.
È disponibile (esclusa la versione SNES) la modalità a due giocatori in cooperazione simultanea.

### Piloti e mezzi
Il giocatore può scegliere fra tre piloti mercenari: Shin Kazama, Mickey Simon e Greg Gates. Ogni pilota ha un aereo specifico e capacità leggermente differenti:
- Shin Kazama: utilizza un F-20 Tigershark, equilibrato
- Mickey Simon:  utilizza un F-14 Tomcat, più efficace nei combattimenti aerei
- Greg Gates: utilizza un A-10 Thunderbolt II, più efficace negli attacchi verso terra